# Frédéric Etherlinck
Frédéric Etherlinck (Bruselas, 11 de agosto de 1968) es un cantante belga, conocido por su participación en el Festival de la Canción de Eurovisión 1995.

## Inicios
Etherlinck nació en Bruselas en 1968, pero al poco tiempo su familia emigró a Los Ángeles, donde vivió hasta 1977. Luego se trasladaron a Niza, Francia tres años antes de volver a Bruselas. Etherlinck se convirtió en cantante y batería, actuando en bares y cabarets en el área de Bruselas.

## Festival de Eurovisión
En 1995, Etherlinck participó en la final belga para escoger representante en el Festival de Eurovisión de 1995 con la canción "La voix est libre" ("La voz es libre"). En la final más igualada de las preselecciones en Bélgica, con solo 13 puntos de separación de las seis primeras canciones, logró la victoria y represntó a Bélgica en el Festival de la Canción de Eurovisión 1995 que se celebró el 13 de mayo en Dublín. Pese a estar entre las favoritas de las casas de apuestas y buena parte del público, "La voix est libre" no tuvo éxito en el Festival, acabando en 20.º lugar de un total de 23 países. Tan solo España le dio un número significativo de votos.

## Carrera posterior
"La voix est libre" alcanzó la 21 posición de la lista de éxitos de Valonia, pero no logró tener más éxito, lo que le permitió girar por varias ciudades belgas ese año. Etherlinck lanzó un álbum titulado Les années lumières (Los años luminosos) que fue un fracaso de ventas. Unido a unos problemas familiares y falta de entendimiento con discográficas, aparcó la música para siempre. Se mudó a Canadá donde inicio una extensa carrera como actor.